# Yautepec
Yautepec de Zaragoza is een stadje in de Mexicaanse staat Morelos. De plaats heeft 39.861 inwoners (census 2005) en is de hoofdplaats van de gemeente Yautepec.

## Geschiedenis
Yautepec is gelegen in het dal van de Río Yautepec, een vruchtbare riviervlakte die al ten tijde van de Olmeken was bewoond. De stad werd rond 1100 gesticht aan de rand van de vlakte door Azteken. Het was een typische stadstaat (altepetl) bestuurd door een koning en heersend over het ommeland, waar vooral maïs en katoen werd geteeld. Dankzij irrigatie door dammen en kanalen kenden de bewoners voorspoed. Op het hoogtepunt woonden in de stad zo'n 15.000 mensen. Ze waren georganiseerd in vermoedelijk 10 à 15 calpulli's, gemeenschappen op wijkniveau. Het koninklijk paleis lag op een stenen platform van 6000 m², met trappen aan de westkant.
In 1428-1430 werd Yautepec veroverd door de Mexica en ging het deel uitmaken van het Aztekenrijk. De bewoners moesten nu bovenop de belastingen aan de eigen koning ook betalen aan de heerser in de hoofdstad Tenochtitlan. De Codex Mendoza documenteert wat de provincie Huaxtepec, waartoe Yautepec behoorde, moest afdragen. De stad werd iets minder welvarend maar wist de negatieve consequenties van de verovering al bij al goed te absorberen.
De Spanjaarden landden in 1519 onder Hernán Cortés om het Aztekenrijk te veroveren. Op weg naar Tenochtitlan onderwierp hij zonder al te veel weerstand Yautepec en de omliggende steden. Pokken, mazelen en andere geïmporteerde ziekten zorgden tot omstreeks 1700 voor een sterke bevolkingsterugval. De overlevers werden door de Spanjaarden gedwongen de maïs en het katoen op hun geïrrigeerde velden te vervangen door suikerriet voor de wereldmarkt. Hun leven leek op dat van slaven op plantages. Bewaarde documenten van een volkstelling uit de jaren 1540 bieden een bijzonder inzicht in de samenstelling van Molotla, de enige bij naam gekende calpulli van Yautepec.
Het christendom werd aanvankelijk verspreid vanuit een capilla abierta (open kapel). Daarnaast bouwden de broeders vanaf 1548 een kerk en een klooster. In Yautepec is deze kerk van Maria-Tenhemelopneming uitzonderlijk niet op een Azteekse tempel gebouwd, net zomin als de andere 16e-eeuwse kerk gewijd aan San Juan. Wijwatervaten in deze kerken zijn gedecoreerde stenen kisten waar de oude heersers vermoedelijk harten van mensenoffers in opborgen.
Toen in 1869 de staat Morelos werd opgericht, was Yautepec enkele maanden de eerste hoofdstad van die staat.
Begin 21e eeuw waren er ongeveer 40.000 inwoners. Het oude Yautepec beslaat een gebied van circa 2 km² en is grotendeels begraven onder de moderne stad. Het voormalige paleis is opgegraven en ook enkele huizen zijn door archeologen onderzocht.

## Voetnoten
1. ↑  Smith, 2016, p. 112-113
2. ↑  Smith, 2016, p. 73, 101
3. ↑  Smith, 2016, p. 69
4. ↑  Smith, 2016, p. 105-106
5. ↑  Smith, 2016, p. 92-94
6. ↑  Smith, 2016, p. 75-76